# Il bacio di mezzanotte
Il bacio di mezzanotte (That Midnight Kiss) è un film del 1949 diretto da Norman Taurog.